# Robert Korzeniowski
Pour les articles homonymes, voir Korzeniowski.
Robert Marek Korzeniowski, né le 30 juillet 1968 à Lubaczów, est un athlète polonais spécialiste des épreuves de marche athlétique, qui s'est illustré en remportant quatre titres olympiques et trois titres de champion du monde, et en ayant détenu le record du monde sur 50 km.
Il est le premier athlète à avoir obtenu les deux titres de la marche lors de la même édition des Jeux Olympiques en 2000. C'est également le premier à avoir conservé le titre olympique du 50 km, titre qu'il a remporté trois fois de manière consécutive.

## Carrière sportive

### Les débuts
Ayant d'abord commencé le sport par le judo, il est contraint de changer de sport, les autorités polonaises ne désirant pas développer les sports de combat à l'époque. En 1984, pour sa première course, il se qualifie pour le championnat de Pologne de marche où il termine à la dernière place.
Dès sa deuxième apparition dans ce championnat, il remporte le premier d'une longue série de titres de champion de Pologne.

### Carrière sportive
Licencié au MKS Tarnobrzeg puis à l'AZS AWF Katowice, il rejoint, au début des années 1990, la France afin de pouvoir s'entraîner dans de meilleures conditions. Après un court séjour infructueux au Racing, il est pris en charge par le Manager portugais, (Antonio Agostinho) résidant alors à Chennevières-sur-Marne qui l'a placé à Tourcoing où il est resté licencié. Il est resté fidèle au Club de l'U.S. de Tourcoing tout autant qu'à son manager jusqu'à la fin de sa carrière.
Cette même année 1990, il participe aux Championnats d'Europe à Split où il termine à une quatrième place sur le 20 km. L'année suivante, il termine à la dixième place sur cette même distance lors des mondiaux de Tokyo. 
En 1992, il participe à ses premiers jeux olympiques lors de l'édition de Barcelone. Lors de l'épreuve du 50 km, il est disqualifié pour trois violations (un marcheur doit toujours avoir un appui avec le sol) alors qu'il occupe la seconde place. Sur la distance du 20 km, il doit abandonner.
Après une nouvelle disqualification lors des mondiaux 1993 de Stuttgart, il remporte une première médaille internationale avec une médaille d'argent lors des championnats du monde en salle de Toronto. 
Lors des mondiaux de Göteborg en 1995, il remporte une médaille de bronze sur le 50 km. 
A Atlanta, lors des Jeux olympiques, il termine à la huitième place du 20 km. Sur la longue distance, il remporte son premier titre olympique en devançant le Russe Mikhail Shchennikov de 16 secondes.
Il enchaîne alors les titres dans les compétitions internationales : il obtient son premier titre de champion du monde la saison suivante lors de l'édition d'Athènes, puis un premier titre de Champion d'Europe à Budapest en 1998. 
En 1999, il est disqualifié sur le 50 km du Championnat du monde de Séville.

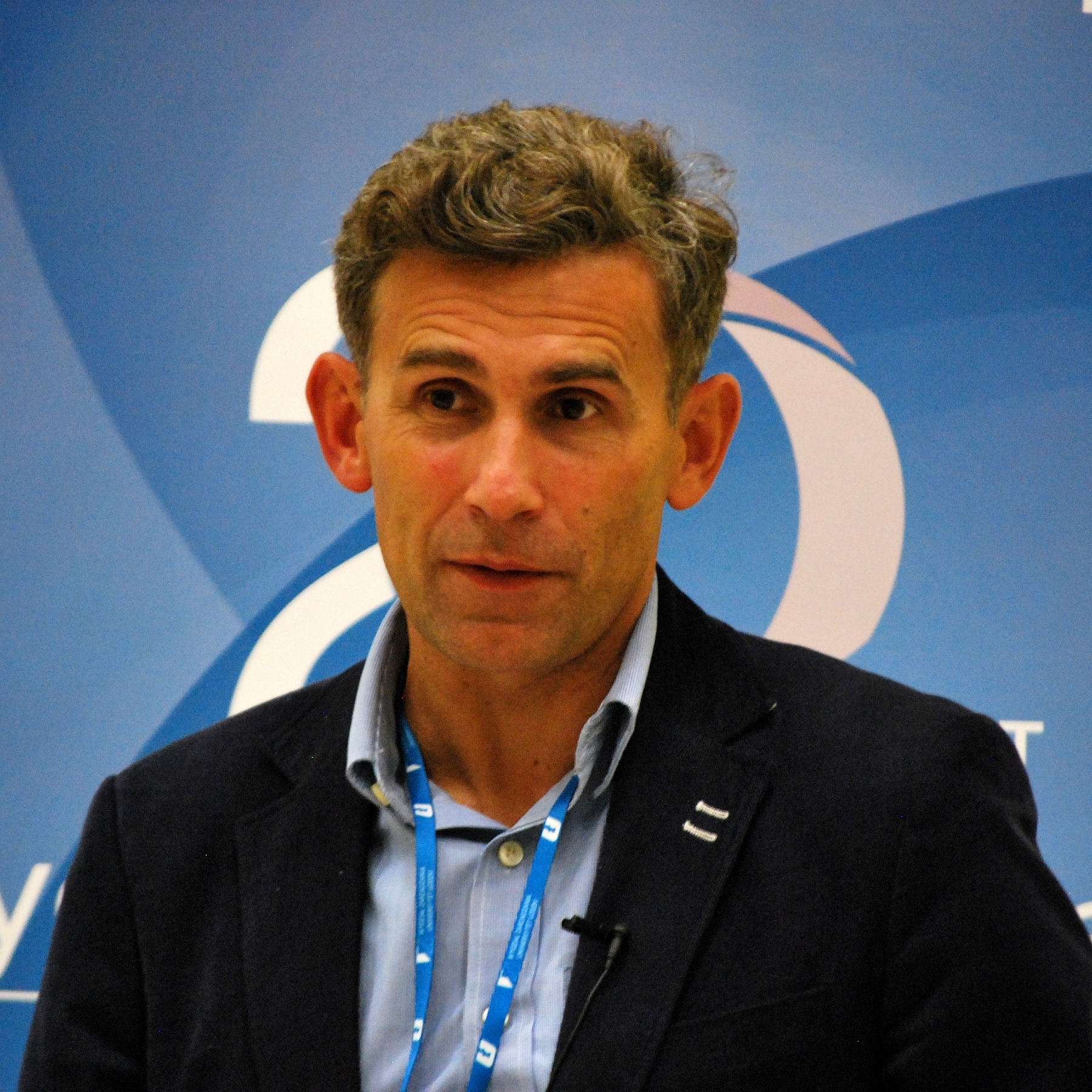
Robert Korzeniowski en 2014.

À Sydney, il réalise un double exploit inédit : pour la première, un marcheur remporte les deux titres lors de la même édition. Il est également le premier marcheur à conserver le titre sur la distance du 50 km. Sa victoire sur le 50 km est obtenue avec 1 minute et 18 secondes d'avance sur le Letton Aigars Fadejevs. Par contre, il devance le Mexicain Noé Hernández de seulement quatre secondes sur le 20 km.
L'année suivante, il remporte son second titre mondial à Edmonton, puis l'année suivante un second titre européen à Munich.
En 2003, il dispute le Championnat du monde de Paris. Il évolue pratiquement à domicile dans le pays où il a été longtemps licencié et remporte un troisième titre mondial, complété par un nouveau record du monde de la discipline, record qui attendra 2006 pour être battu.
En 2004, il dispute ses quatrième jeux olympiques lors de l'édition d'Athènes. Lors d'une épreuve disputée sous une forte chaleur, il remporte son troisième titre consécutif sur la distance du 50 km en devançant de plus de quatre minutes le Russe Denis Nizhegorodov.

### Post carrière
Après sa carrière, il occupe de nombreux rôles au sein du Comité international olympique.
En 2002, sous l'impulsion de son ex-manager, devenu son ami, ils ont installé et organisé le 1er Marathon à Cracovie, appelé (Cracovia Marathon).
Il rejoint également la télévision publique polonaise en tant que responsable du département des sports, en 2007 ; il prend la direction de TVP Sport, un nouveau média spécialisé dans le sport en Pologne.
En 2014, il est intronisé au Temple de la renommée de l'IAAF.

## Palmarès
| Année | Compétition                    | Lieu          | Épreuve      | Résultat | Temps           |
| ----- | ------------------------------ | ------------- | ------------ | -------- | --------------- |
| 1990  | Championnats d'Europe          | Split         | 20 km marche | 4e       | 1 h 23 min 47 s |
| 1991  | Coupe du monde de marche       | San José      | 20 km        | 7e       | 1 h 21 min 19 s |
| 1991  | Universiade d'été              | Sheffield     | 20 km marche | 1er      | 1 h 24 min 37 s |
| 1993  | Championnats du monde en salle | Toronto       | 5 km marche  | 2e       | 18 min 35 s 91  |
| 1993  | Coupe du monde de marche       | Monterrey     | 20 km        | 4e       | 1 h 24 min 47 s |
| 1994  | Championnats d'Europe          | Helsinki      | 50 km marche | 5e       | 3 h 45 min 57 s |
| 1995  | Championnats du monde          | Göteborg      | 50 km marche | 3e       | 3 h 43 min 30 s |
| 1995  | Coupe du monde de marche       | Pékin         | 20 km        | 9e       | 1 h 21 min 28 s |
| 1996  | Jeux olympiques                | Atlanta       | 20 km marche | 8e       | 1 h 21 min 13 s |
| 1996  | Jeux olympiques                | Atlanta       | 50 km marche | 1er      | 3 h 43 min 30 s |
| 1997  | Championnats du monde          | Athènes       | 50 km marche | 1er      | 3 h 44 min 46 s |
| 1998  | Championnats d'Europe          | Budapest      | 50 km marche | 1er      |                 |
| 1999  | Coupe du monde de marche       | Mézidon-Canon | 20 km        | 4e       | 1 h 20 min 52 s |
| 1999  | Championnats du monde          | Séville       | 50 km marche | —        | DQ              |
| 2000  | Jeux olympiques                | Sydney        | 20 km marche | 1er      | 1 h 18 min 59 s |
| 2000  | Jeux olympiques                | Sydney        | 50 km marche | 1er      | 3 h 42 min 22 s |
| 2001  | Championnats du monde          | Edmonton      | 50 km marche | 1er      | 3 h 42 min 08 s |
| 2002  | Championnats d'Europe          | Munich        | 50 km marche | 1er      | 3 h 36 min 39 s |
| 2003  | Championnats du monde          | Paris         | 50 km marche | 1er      | 3 h 36 min 03 s |
| 2004  | Coupe du monde de marche       | Naumburg      | 20 km        | 2e       | 1 h 19 min 02 s |
| 2004  | Jeux olympiques                | Athènes       | 50 km marche | 1er      | 3 h 38 min 46 s |

## Records
- 50 km marche en 3 h 36 min 03 s lors des Championnats du monde d'athlétisme 2003 à Paris

## Honneurs et distinctions
Robert Korzeniowski est élu Sportif polonais de l'année en 1998 et 2000.
- Commandeur de l'Ordre de la Polonia Restituta (2004)

Il a été décoré de l'Ordre Polonia Restituta, une des plus hautes décorations polonaises. Il a d'abord reçu la Croix de chevalier en 1996, puis la Croix d'officier en 2000 et enfin la Croix de commandeur en 2004.
- Médaille de la jeunesse, des sports et de l'engagement associatif, or (2014)[6]